# 조병규 (배우)
조병규(1996년 4월 23일 ~ )는 대한민국의 배우이다.

## 생애
2015년에 데뷔했다. 《란제리 소녀시대》에서 권해효에게 종아리를 맞는 장면 등을 찍으며 주목받았다.

### 학교폭력 가해자 의혹

#### 2018년
- 2018년 12월 조병규가 학교폭력 가해자였다는 첫 번째 의혹이 제기되었다.[3] 이에 조병규는 자신의 팬카페에 해명하는 글을 올렸고,[4] 이후 자신을 조병규의 동창이라고 주장하는 사람이 추가로 해명하는 글을 게시했다.[5] 이후 조병규가 학교폭력 가해자였다는 의혹을 제기한 첫 번째 게시글은 삭제되었다.

#### 2021년
- 2021년 2월 16일 조병규가 학교폭력 가해자였다는 두 번째 의혹이 제기되었다. 조병규의 뉴질랜드 유학 시절에 학교폭력을 저질렀다는 내용의 주장으로, 해당 주장에 대해 소속사의 공식 입장[6]이 나왔다. 이후 2021년 2월 17일 해당 게시글의 작성자가 게시글을 삭제하고 자수하였다.[7]

- 2021년 2월 17일 조병규가 학교폭력 가해자였다는 세 번째 의혹이 제기되었다.[8] 조병규의 초등학교와 중학교 시절에 대한 주장이었다. 이에 대하여 조병규의 소속사 측은 법적 조치를 하겠다는 공식 입장을 내놓았다.[9]

- 2021년 2월 19일 조병규가 학교폭력 가해자였다는 네 번째 의혹이 제기되었다.[10] 조병규의 뉴질랜드 유학시절에 대한 주장이었다.[11] 해당 게시글의 작성자가 형사처벌의 대상이 될 수 있으니 주의하라는 SNS 다이렉트 메시지를 공개하여[12], 피해자의 표현의 자유가 침해되는 것이 아니냐는 의견이 있기도 하였다.

- 2021년 2월 22일 조병규가 자신의 개인 SNS를 통해 학교폭력의 의혹에 대해서 자신이 직접 입장을 반드시 밝히겠다고 하였으며,[13] 기다려 달라는 게시글을 올렸다.
- 조병규의 학교폭력 논란으로 인해 조병규가 당시에 2021년 동고동락 코너에 출연하고있던 '놀면 뭐하니?'에서의 하차 여부를 두고 갑론을박이 이뤄졌다.[14]

## 출연 작품

### 드라마
| 연도 | 방송사               | 제목                         | 역할                |
| ---- | -------------------- | ---------------------------- | ------------------- |
| 2015 | KBS2                 | 후아유 - 학교 2015           | 병규                |
| 2015 | E채널 & 드라마큐브   | 라이더스: 내일을 잡아라      | 김민중              |
| 2016 | SBS                  | 그래, 그런거야               | 해솔병원 환자       |
| 2016 | KBS2                 | 뷰티풀 마인드                | 계정수              |
| 2016 | tvN                  | THE K2                       | 알바생              |
| 2017 | KBS2                 | 7일의 왕비                   | 어린 백석희         |
| 2017 | JTBC                 | 청춘시대 2                   | 조충환              |
| 2017 | KBS2                 | 란제리 소녀시대              | 이봉수              |
| 2017 | 웹드라마             | 음주가무                     | 유감우              |
| 2017 | MBC                  | 돈꽃                         | 어린 강필주(장은천) |
| 2018 | KBS2                 | 라디오 로맨스                | 고훈정              |
| 2018 | 웹드라마             | 음주가무 2                   | 유감우              |
| 2018 | MBC                  | 시간                         | 김복규              |
| 2018 | oksusu, 카카오페이지 | 독고 리와인드                | 김종일              |
| 2018 | JTBC                 | SKY 캐슬                     | 차기준              |
| 2019 | tvN                  | 사이코메트리 그녀석          | 고등학생 강성모     |
| 2019 | tvN                  | 아스달 연대기                | 사트닉              |
| 2019 | SBS                  | 스토브리그                   | 한재희              |
| 2020 | OCN                  | 경이로운 소문                | 소문                |
| 2023 | tvN                  | 경이로운 소문 2: 카운터 펀치 | 소문                |
| 2025 | wavve, 왓챠          | 찌질의 역사                  | 서민기              |

### 영화
| 연도 | 제목                  | 역할            |
| ---- | --------------------- | --------------- |
| 2016 | 목숨 건 연애          | 고등학생 설록환 |
| 2018 | 소녀의 세계           | 고우철          |
| 2018 | 김희선                | (단편영화)      |
| 2019 | 우상                  | 구요한          |
| 2019 | 걸캅스                | 막내형사 강한솔 |
| 2021 | 이 안에 외계인이 있다 | 도건태          |
| 2024 | 어게인 1997           | 우석            |

## 그 외 출연

### 예능
- 2019년 KBS2 《해피투게더》 캐슬의 아이들
- 2019년, 2020년 MBC 《나 혼자 산다》 무지개 라이브 (2019년 5월 17일 294회, 2020년 1월 31일 331회)
- 2019년 MBN 《자연스럽게》 (2019년 8월 3일 ~ 2020년 5월 31일)
- 2020년 SBS 《런닝맨》 게스트 출연
- 2020년 JTBC 《아는 형님》 게스트 출연
- 2021년 MBC 《놀면 뭐하니》 게스트 출연
- 2021년 tvN 《놀라운 토요일》게스트 출연

## 수상 및 후보
| 연도 | 시상식       | 부문            | 작품       | 결과 |
| ---- | ------------ | --------------- | ---------- | ---- |
| 2020 | SBS 연기대상 | 남자 신인연기상 | 스토브리그 | 수상 |